# Chiquilistlán
Chiquilistlán est une petite ville et une municipalité de l'État de Jalisco au Mexique.
La municipalité a 6 102 habitants en 2015.

## Description
Chiquilistlán est située à 1 700 m d'altitude,, dans la région Sierra de Amula de l'État de Jalisco à environ 130 km de route de Guadalajara.
| Tecolotlán  |               | Atemajac de Brizuela (es) |
| Juchitlán   | Chiquilistlán |                           |
| Ejutla (es) | Tonaya        | Tapalpa                   |

La température moyenne annuelle est de 18 °C. Il pleut principalement de juin à août. En moyenne, il tombe 932,3 mm de pluie par an.
En 2010, la  municipalité compte 5 814 habitants pour une superficie de 432,31 km2. Elle comprend 20 localités habitées dont les plus importantes sont le chef-lieu Chiquilistlán (3 962 habitants) et Jalpa (492 habitants). 68 % de la population de la municipalité est urbaine.
Au recensement de 2015, la population de la municipalité passe à 6 102 habitants.

## Points d'intérêt

Nuestra Señora de la Asunción.
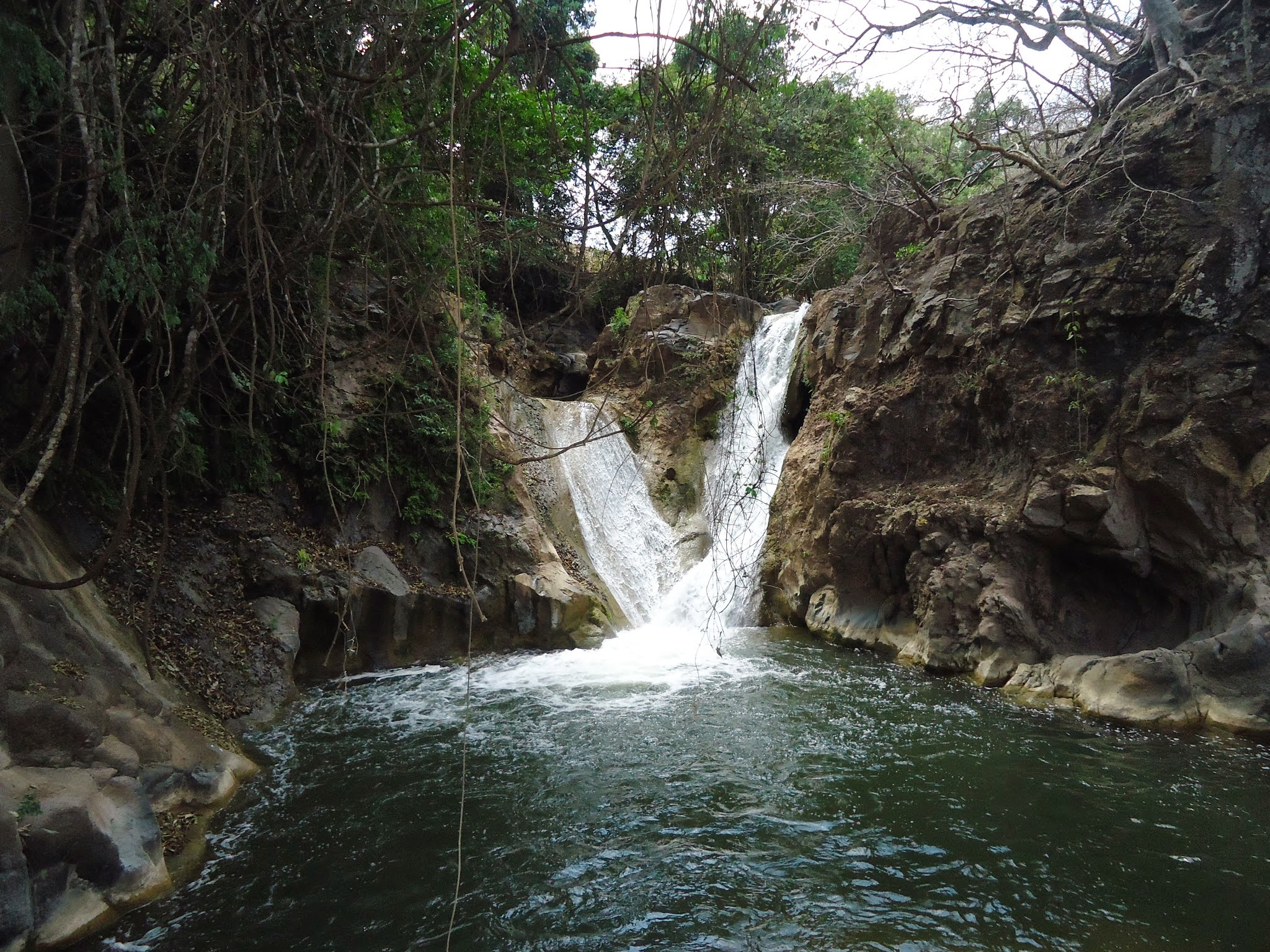
Cascades de Comala.
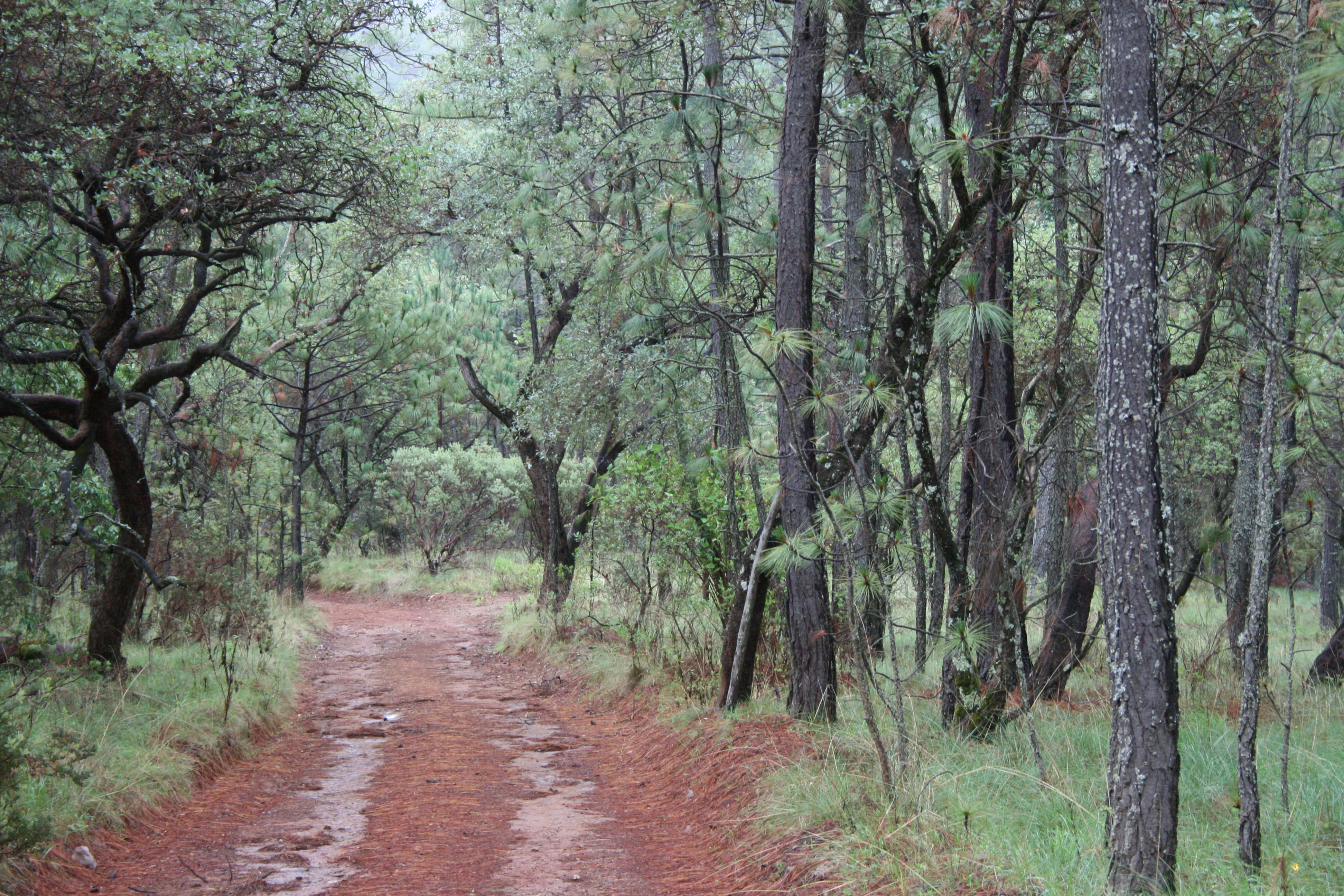
Chemin. Sierra Mazati[5] ou Rancho Mazati (es).